# Moretus (månkrater)
Moretus är en nedslagskrater på månen. Moretus har fått sitt namn efter matematikern Théodore Moretus.
Kratern har en diameter på ungefär 114 km.

## Satellitkratrar
| Moretus | Latitud | Longitud | Diameter |
| ------- | ------- | -------- | -------- |
| A       | 70.4° S | 13.8° V  | 32 km    |
| C       | 72.6° S | 11.2° V  | 17 km    |